# 岐阜市立長森中学校
岐阜市立長森中学校（ぎふしりつ ながもりちゅうがっこう）は、岐阜県岐阜市野一色四丁目にある市立中学校。通称は「長中」（ながちゅう）。
2007年10月27日に「岐阜市立長森中学校創立60周年 感謝記念式典」が行われた。

## 校訓
- 立志 共創 自立
- めあてをもって はげまし合い やりぬく生徒

## 沿革
- 1947年（昭和22年）4月 - 岐阜市立第六中学校として開校。校舎は旧・歩兵第68連隊の兵舎を使用。
- 1948年（昭和23年）4月 - 岐阜市立長森中学校に改称する。
- 1949年（昭和24年）9月10日 - 校舎（木造2階建）が完成し、移転。
- 1950年（昭和25年）
  - 1月30日 - 校舎を増築する。
  - 7月9日 - 落雷により校舎の一部を焼失。
  - 9月7日 - 校舎を復旧する。
- 1961年（昭和36年） - 新校舎（鉄筋コンクリート造・後の北舎）が完成。
- 1964年（昭和39年） - 体育館が完成。
- 1967年（昭和42年） - プールが完成。
- 1968年（昭和43年） - 校舎（後の南舎）が完成。
- 1988年（昭和63年）4月 - 特別教室が完成。長森南中学校を分離。
- 1989年（平成元年） - 新体育館が完成。

## 活動
- 3年:修学旅行（広島県，大阪府）
- 2年:野外研修（愛知県知多郡南知多町篠島）
- 1年:野外研修（岐阜県各務原市周辺）

### 生徒活動
生徒会執行部と7つの委員会があり、話し合いの場としての生徒総会がある。
- 生活委員会
- 美化委員会
- 環境委員会
- 給食委員会
- 保健体育委員会
- 図書委員会
- 報道委員会

## 部活動
- 陸上
- サッカー
- 野球
- ソフトテニス
- 水泳
- 剣道
- ハンドボール
- バドミントン
- 卓球
- バレーボール
- バスケットボール
- 吹奏楽
- 美術
- 硬式テニス

## 著名な出身者
- 森祇晶（元・プロ野球監督）
- 糸井統（元・五輪競泳選手）
- いちむらまさき（ギター教則本執筆者、ギター講師、カントリーギタリスト、ユーチューバー）

## 交通機関
- 岐阜バス

尾崎団地線、岐阜聖徳学園大線、快速イオンモール各務原線「長森中学校前」バス停より徒歩約3分。

## 進学前小学校
- 岐阜市立日野小学校
- 岐阜市立長森東小学校
- 岐阜市立長森北小学校
- 岐阜市立長森西小学校[1]

## 公式サイト
- 岐阜市立長森中学校